# Constança Sanches, Infanta de Portugal
D. Constança Sanches de Portugal (1182 — 3 de agosto de 1202) foi uma princesa portuguesa, a terceira filha de Sancho I de Portugal e de Dulce de Aragão. Pouco se sabe da sua vida, excepto que morreu sem jamais ter sido casada.